# Enseignement secondaire
Pour les articles homonymes, voir Secondaire.
 (mars 2023).
Si vous disposez d'ouvrages ou d'articles de référence ou si vous connaissez des sites web de qualité traitant du thème abordé ici, merci de compléter l'article en donnant les références utiles à sa vérifiabilité et en les liant à la section « Notes et références ».
 (novembre 2024).

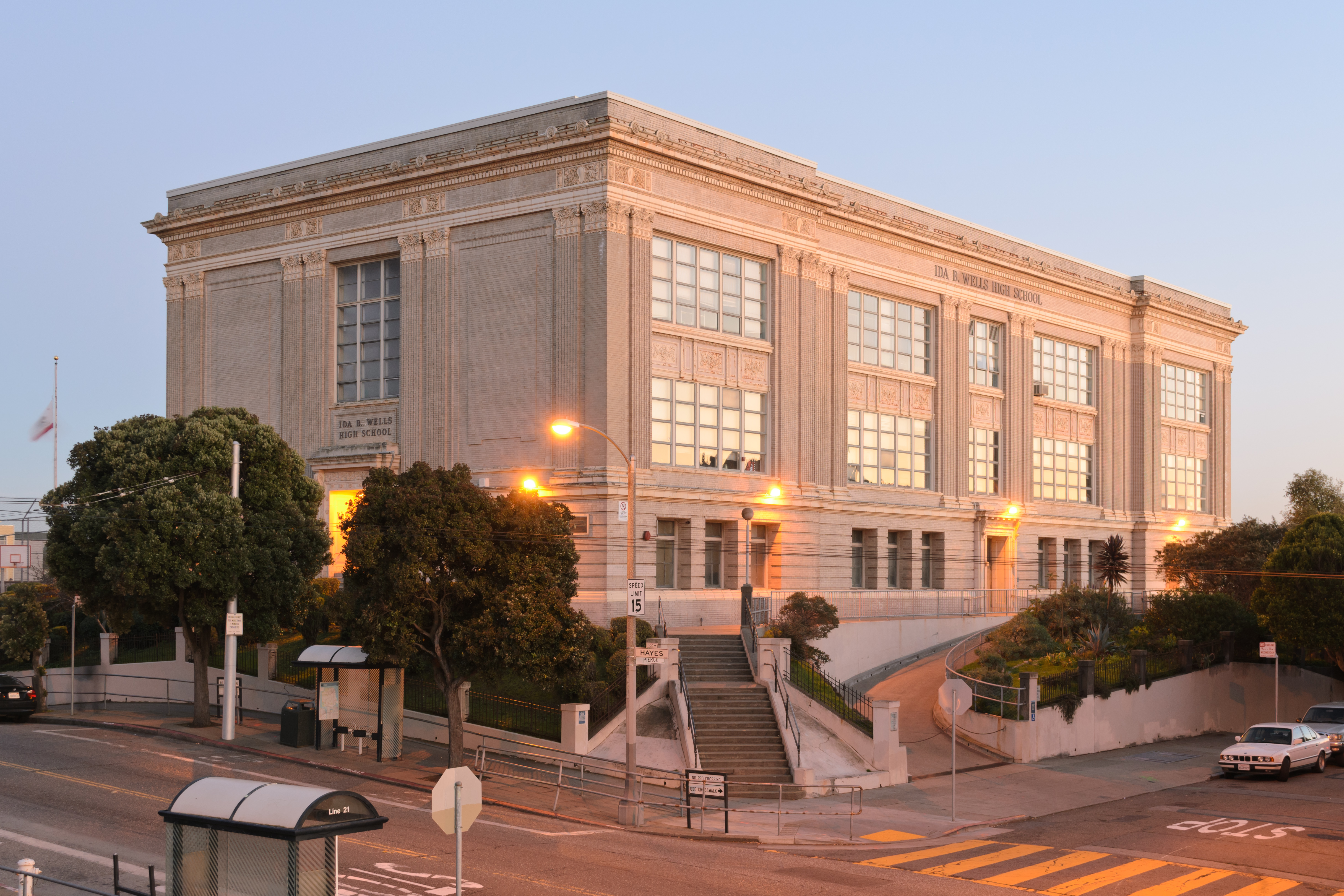
Ida B Wells High School de San Francisco (États-Unis).

L'enseignement secondaire couvre les degrés scolaires qui se situent entre la fin de l'école primaire et le début de l'enseignement supérieur. Les systèmes retenus par les différents pays sont très variés.

## Par pays

### Belgique
L'enseignement secondaire est organisé sur six années, appelées première secondaire, deuxième secondaire… ou également humanités ou encore rénovées. En Belgique, en 1976, il y a eu une inversion dans la numérotation des 6 années de l’enseignement secondaire. Auparavant, l’on commençait ses humanités en 6e pour les terminer en 1re (rhétorique). Par la loi du 31 juillet 1975 parue au moniteur belge le 6 septembre 1975, cet ordre a été inversé et, depuis la rentrée scolaire de septembre 1976 de l'année 1976-1977, l’on commence ses humanités en 1re pour les terminer en 6e (rhétorique).
À partir de la troisième année, l'enseignement est subdivisé en quatre branches (appelées « formes d'enseignement »)  :
- Général (G)
- Technique de Transition (TT)
- Technique de Qualification (TQ)
- Professionnel (P)

Les élèves belges passent chaque année deux séries d'examens, en décembre (ou janvier) et en juin. Les élèves ont un examen dans chaque branche. Le système d’enseignement belge est aussi pratiqué en République démocratique du Congo. Les élèves congolais passent à la fin du cycle secondaire un examen final communément appelé examen d’état équivalent du Baccalauréat français.

### République démocratique du Congo
En république démocratique du Congo, les élèves qui se distinguent par un pourcentage élevé bénéficient des bourses d'études en Belgique.

### Cambodge
Le système scolaire cambodgien, marqué par un protectorat français de 90 ans (1863-1953), apparaît, au moins quant à sa structuration, très proche du modèle français. Il s'en distingue cependant sur au moins deux points principaux :
- la succession des classes est inversée. Ainsi, l'équivalent du cours préparatoire constitue le premier niveau ; alors que l'année du baccalauréat forme la douzième classe ;
- l'enseignement secondaire inférieur (1er cycle) se définit par 3 classes, contrairement au système français qui se caractérise par quatre niveaux.

À l'issue du 1er cycle de l'enseignement secondaire, en classe de 9e, l'élève passe un examen (Diplôme d'enseignement du 1er cycle ou Brevet) ; en cas de succès, son admission au second cycle est prononcée. La fin de l'enseignement secondaire supérieur (classe de 12e) est sanctionnée par la passation du Baccalauréat (Diplôme d'enseignement du 2e cycle). Ce diplôme comporte cinq mentions : -A, permet de s'inscrire gratuitement dans tous les établissements d'enseignement supérieurs publics et privés ; -B et C génèrent l'obtention de bourses.

### Canada

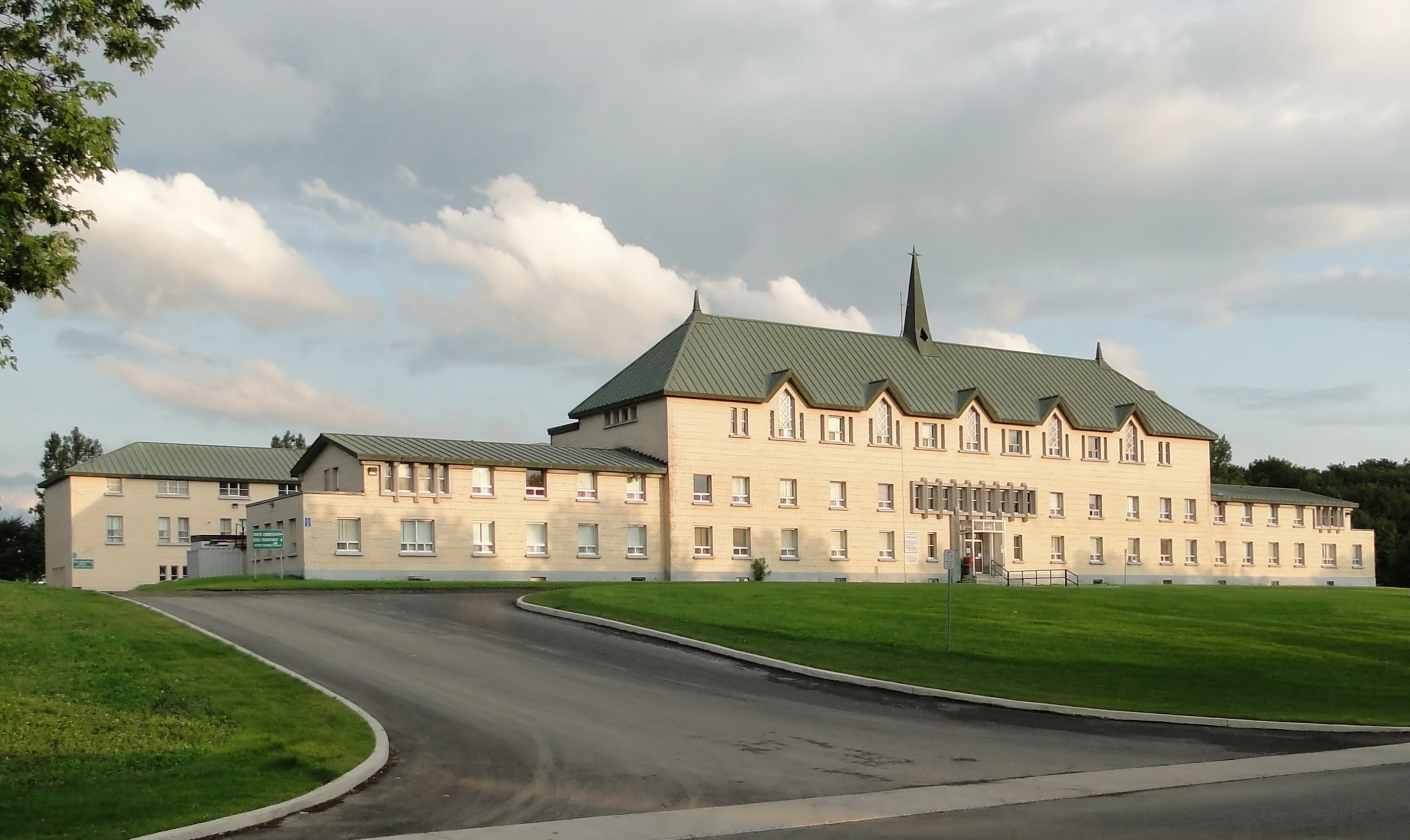
École secondaire de premier cycle à Lévis, au Québec.

Au Canada, l'éducation est de juridiction provinciale, ce qui a pour effet que l'enseignement secondaire diffère énormément d'une province à l'autre. Le Québec a un système scolaire particulier (expliqué ci-dessous). La plupart des provinces, notamment l'Ontario, suivent le système américain[réf. nécessaire]. Les écoles secondaires (« high school » en anglais) comprennent quatre niveaux, soit de la 9e à la 12e année. L'Alberta, Terre-Neuve-et-Labrador, le Nouveau-Brunswick, la Nouvelle-Écosse et l'Île-du-Prince-Édouard ne suivent pas ce système. Dans ces provinces, les écoles secondaires sont nommées « senior high school » et vont de la 10e à la 12e année d'études. Entre l'école primaire et l'école secondaire, soit de la 7e à la 9e année inclusivement, les élèves vont au « junior high school » (équivalent du collège en France). La majorité des senior high schools sont simplement nommées « high schools » : ainsi, le terme « high school » désigne habituellement un senior high school.

Plusieurs régions de la Colombie-Britannique utilisent un système similaire à celui de l'Alberta : ainsi, le middle school (« école intermédiaire » en français), est implanté de la 6e à la 8e année. Cependant, dans d'autres régions de la Colombie-Britannique, le middle school n'existe pas : l'enseignement secondaire comprend les niveaux 8 à 12, alors que l'école primaire comprend les niveaux de la maternelle à la 7e année. Cette décision dépend de la commission scolaire. Historiquement, plusieurs provinces avaient deux programmes d'éducation secondaire. L'un visait à préparer les élèves au marché du travail alors que l'autre visait à les préparer pour l'université.

#### Québec
Au Québec, les études secondaires durent cinq ans. La 1re et la 2e années du secondaire font partie du premier cycle tandis que les 3e, 4e et 5e années font partie du deuxième cycle. Celles-ci correspondent, dans le reste du Canada, aux années allant de la septième à la onzième année. À la fin du secondaire, les élèves ayant terminé leurs études secondaires reçoivent un diplôme d'études secondaires (DES). Les élèves ont normalement de 12 à 17 ans, du début à la fin du secondaire. C'est le Ministère de l'Éducation (MEQ) qui dirige le système scolaire, ainsi que les programmes d'études. Les élèves souhaitant se rendre plus rapidement sur le marché du travail peuvent faire des études professionnelles. Ces études, d'une durée d'environ deux ans, débouchent sur l'obtention du diplôme d'études professionnelles (DEP), permettant une formation spécifique à un métier. Il y a deux types de diplômés au secondaire : ceux avec un diplôme d'études secondaires pour être admis aux formations professionnelles appelées « DEP » et « AEC », et ceux avec un diplôme d'études secondaires + pour l'admission au cégep, et aux universités qui requiert plus de cours dorénavant. À partir de l'âge de 21 ans, tout résident du Québec peut être admis sans diplôme d'études secondaires à un cégep ou à une université s'il démontre avoir une expérience ou une formation équivalente.
Les élèves qui poursuivent des études post-secondaires vont d'abord au cégep qui consiste en deux ou trois années d'études et qui débouchent, dans les deux cas, en l'obtention du diplôme d'études collégiales (DEC).
- L'éducation pré-universitaire, d'une durée générale de deux ans, prépare l'étudiant à son entrée à l'université à l'aide de cours d'apprentissage général.
- L'éducation technique, d'une durée normale de trois ans, permet aux étudiants d'acquérir des connaissances plus spécifiques et pratiques concernant un métier. L'éducation technique permet aux étudiants d'entrer sur le marché du travail ou de continuer leurs études à l'université.

### États-Unis
L'enseignement secondaire aux États-Unis regroupe généralement les grades (années scolaires) partant de 6 (11-12 ans) jusqu'au grade 12 (17-18 ans). Il se compose des middle schools (grades 6—8) et high schools (grades 9—12). Dans le système éducatif des États-Unis, il se situe entre la elementary school ou grade school (enseignement primaire) et l'enseignement universitaire (université ou college).

### France
Le collège accueille les enfants pendant quatre ans, le plus souvent de onze à quinze ans, l'éducation étant obligatoire jusqu'à seize ans. Cependant, la classe de sixième appartient au cycle 3 (CM1-CM2-6e) tandis que le cycle 4 se compose des classes de cinquième, quatrième et troisième. L'enseignement du collège est certifié par le diplôme national du brevet.
Le lycée est composé des classes de seconde, première et terminale. Il existe des lycées généraux, des lycées technologiques et des lycées professionnels. On choisit entre la filière générale/technologique et professionnelle en fin de troisième (collège). La seconde est commune aux voies générale et technologique (hors bac technologique STHR et TMD, choix qui s'effectuent en 3e). Au sein de la filière technologique, on choisit sa section parmi les filières : STI2D, STL, STD2A, ST2S, STMG, STAV. Au sein de la filière générale, il faut choisir un menu de spécialités parmi les 12 existantes. En plus d'un tronc d'enseignement commun, l'élève devra choisir 3 spécialités en première et n'en maintiendra que 2 en terminale. En voie technologique ou professionnelle, la formation est spécialisée dans un domaine d'activité. Des cours d'enseignement professionnels et techniques sont octroyés parallèlement à un enseignement « généraliste » (cet enseignement technique est validé par un certain nombre d'épreuves ponctuelles ou couvrant la durée de la formation pour l'examen du Baccalauréat).  En fin de terminale, les lycéens passent le baccalauréat, premier diplôme universitaire (il est requis pour s'inscrire dans les universités). Les élèves ont en général 18 ans.
Le collège français correspond à l'enseignement secondaire québécois, et le lycée français au Cégep.

### Suisse
L'enseignement secondaire comprend le secondaire I et le secondaire II. Le secondaire I correspond au cycle scolaire qui s'étend sur la fin de la scolarité obligatoire. Pour tous les cantons romands (signataires du concordat HarmoS visant à harmoniser la scolarité obligatoire), ce cycle correspond, depuis le 1er août 2013, aux trois dernières années de la scolarité obligatoire, soit la 9e, la 10e et la 11e année (en France, l'équivalent serait la 5e, la 4e et 3e). En référence à sa finalité, il a pris le nom de cycle d'orientation dans les cantons de Fribourg, de Genève et du Valais. Le secondaire II constitue la première phase de la scolarité post-obligatoire. Il comprend tous les programmes de formation professionnelle (AFP, CFC, maturité professionnelle) et de formation générale (diplôme de culture générale, maturité spécialisée et gymnasiale).

## Perspectives futures
L'UNESCO considère que l'éducation est un droit humain pour tous, tout au long de la vie, et que l'accès à l’éducation va de pair avec la qualité. L'Organisation est le seul organe des Nations unies ayant pour mission de traiter de l’éducation, sous tous ses aspects. Elle a reçu le mandat de conduire le Programme mondial Éducation 2030 par l’intermédiaire de l’Objectif de développement durable 4. La feuille de route pour y parvenir est le Cadre d’action (FFA) d’Éducation 2030.
L'UNESCO agit comme chef de file mondial et régional en matière d’éducation, œuvre à renforcer les systèmes éducatifs partout dans le monde et relève les défis planétaires contemporains par l'éducation avec l'égalité des sexes comme principe fondamental. Son action porte sur le développement de l’éducation du préscolaire à l'enseignement supérieur et au-delà. Les thématiques incluent la citoyenneté mondiale et le développement durable, les droits humains et l'égalité des sexes, la santé et le VIH/SIDA, ainsi que le développement des compétences techniques et professionnelles.

### Éducation et l'État de droit
L'adolescence est une période de développement cruciale, durant laquelle l'identité, l'appartenance et la socialisation - en particulier entre pairs - sont particulièrement importantes. Les établissements scolaires jouent un rôle majeur dans la socialisation des jeunes, leur développement, la construction de leurs idées et leur conception de la justice, de la démocratie et des droits humains.
L'État de droit est « un principe de gouvernance en vertu duquel l'ensemble des individus, des institutions et des entités publiques et privées, y compris l'État lui-même, ont à répondre de l'observation de lois promulguées publiquement, appliquées de façon identique pour tous et administrées de manière indépendante, et compatibles avec les règles et normes internationales en matière de droits de l'homme ». 
Les systèmes éducatifs qui favorisent le respect de l'état de droit conformément aux instruments internationaux relatifs aux droits humains et aux libertés fondamentales renforcent la relation entre les apprenant(e)s et les institutions publiques, dans l'objectif ultime de donner aux jeunes les moyens de devenir des défenseurs de la paix et de la justice. Le personnel enseignant est généralement le principal acteur de ce travail et a une influence décisive, de même que les familles, sur les attitudes et les comportements des jeunes.

## Systèmes éducatifs par pays
- Système éducatif algérien
- Système éducatif allemand
- Système éducatif australien
- Système éducatif belge
- Système éducatif britannique
- Système éducatif chinois
- Système éducatif danois
- Système éducatif écossais
- Système éducatif américain
- Système éducatif éthiopien
- Système éducatif finlandais
- Système éducatif français
- Système éducatif haïtien
- Système éducatif en Indonésie
- Système éducatif en Irlande
- Système éducatif en Islande
- Système éducatif en Italie
- Système éducatif japonais
- Système éducatif au Luxembourg
- Système éducatif aux Pays-Bas
- Système éducatif en Norvège
- Système éducatif au Portugal
- Système éducatif au Québec
- Système éducatif suédois
- Système éducatif en Suisse
- Système éducatif en Ukraine